# Konak Đukić à Ratkovac
Le konak Đukić à Ratkovac (en serbe cyrillique : Конак Ђукића у Ратковцу ; en serbe latin : Konak Đukića u Ratkovcu) se trouve à Ratkovac, dans la municipalité de Lajkovac et dans le district de Kolubara en Serbie. Il est inscrit sur la liste des monuments culturels protégés de la république de Serbie (identifiant no SK 1611),,,.

## Présentation
Le konak a été construit dans la seconde moitié du XIXe siècle.
Construit sur un plan rectangulaire, il mesure 10,90 m sur 8,90 m. Il est constitué d'un sous-sol en pierres concassées, d'un rez-de-chaussée et d'un étage. Le rez-de-chaussée est constitué d'un seul grand espace avec d'épais murs en pierres ; quatre piliers en chêne soutiennent le plancher reposant sur le rez-de-chaussée et onze poutres soutiennent l'étage ; un foyer central permet de chauffer l'ensemble de l'édifice. À l'étage se trouve une cheminée autour de laquelle sont groupées trois pièces ; une autre pièce, plus fraîche, était sans doute utilisée pour le stockage des denrées. Le premier étage est accessible par un escalier en pierres qui donne sur un porche-galerie ; l'entrée de l'étage est décorée de faux arcs, tels qu'on en trouve dans l'architecture moravienne,. Le toit en pente douce est formé de quatre pans et est recouvert de tuiles qui ont remplacé d'anciens bardeaux en chêne.
Le konak montre que l'architecture traditionnelle de la région de la Morava a étendu son influence jusque dans les régions de Ljig et de Lajkovac. Malgré son état d'abandon, le bâtiment est relativement bien conservé, ce qui tend à montrer la richesse de son propriétaire et la compétence de ses constructeurs.